# 捌千错
捌千错，位于中国西藏自治区阿里地区革吉县境内，地处革吉县东部。湖面海拔4956米，面积15.5平方公里。湖区年均气温0～2℃，年降水量150～200毫米。湖水主要依靠地表径流补给，集水区面积388.5平方公里。